# Гібралтар 2016 (шаховий турнір)
Gibraltar Chess Festival 2016 — міжнародний щорічний шаховий турнір, що проходив з 26 січня по 4 лютого 2016 року в Гібралтарі за швейцарською системою у 10 турів. В турнірі брали участь 257 шахістів.

Переможцем турніру вдруге поспіль став американський шахіст Хікару Накамура (8 очок), найкращою серед жінок стала українка Анна Музичук (7 очок).

## Регламент турніру

### Розклад змагань
- Ігрові дні: 26 січня  — 4 лютого 2016 року

Початок партій 1-9 тур в 16-00, 10 тур в 12-00  — час Київський.

### Контроль часу
- 100 хвилин на 40 ходів, 50 хвилин на 20 наступних ходів, 15 хвилин до закінчення партії та додатково 30 секунд на хід починаючи з першого.

### Призовий фонд
Загальний призовий фонд турніру становить — 185 000 £, зокрема:
| Місце | Загальний залік | Жіночий залік |
| ----- | --------------- | ------------- |
| 1     | 20 000 £        | 15 000 £      |
| 2     | 16 000 £        | 10 000 £      |
| 3     | 14 000 £        | 5 000 £       |
| 4     | 10 000 £        | 3 500 £       |
| 5     | 8 000 £         | 2 500 £       |
| 6     | 6 000 £         | 2 000 £       |
| 7     | 4 000 £         | 1 500 £       |
| 8     | 3 000 £         | 1 500 £       |
| 9     | 2 000 £         | 1 000 £       |
| 10    | 1 500 £         | 1 000 £       |
| 11    | 1 500 £         | 500 £         |
| 12    | 1 500 £         | 500 £         |
| 13    | 1 000 £         |               |
| 14    | 1 000 £         |               |
| 15    | 1 000 £         |               |

Призові за найкращий турнірний перфоменс відповідно до рейтингу
| Рейтинг ЕЛО | 1 місце | 2 місце |
| ----------- | ------- | ------- |
| 2550-2649   | 3 000 £ | 2 500 £ |
| 2450-2549   | 2 500 £ | 1 500 £ |
| 2350-2449   | 2 000 £ | 1 000 £ |
| 2250-2349   | 2 000 £ | 1 000 £ |
| 2150-2249   | 2 000 £ | 1 000 £ |
| 2050-2149   | 2 000 £ | 1 000 £ |
| до 2050     | 2 000 £ | 1 000 £ |

Також буде вручено приз за найкращу партію — 1000 £, та інші призові включаючи челендж та аматорський турніри.

## Учасники— фаворити турніру
| - Хікару Накамура ( США, 2787) — 6 - Максим Ваш'є-Лаграв ( Франція, 2785) — 7 - Вішванатан Ананд ( Індія, 2784) — 8 - Пентала Харікрішна ( Індія, 2755) — 14 - Лі Чао ( КНР, 2751) — 16 - Юй Яньї ( КНР, 2747) — 18 - Дмитро Яковенко ( Росія, 2732) — 22 - Радослав Войташек ( Польща, 2727) — 27 - Ріхард Раппорт ( Угорщина, 2721) — 31 - Лоран Фрессіне ( Франція, 2700) — 42 - Ні Хуа ( КНР, 2697) — 43 - Етьєн Бакро ( Франція, 2697) — 44 - Аркадій Найдіч ( Азербайджан, 2696) — 45 | - Фаворити серед жінок - Марія Музичук ( Україна, 2554) — 419 (3-є в жіночому рейтингу) - Олександра Костенюк ( Росія, 2550) — 440 (4) - Анна Музичук ( Україна, 2537) — 509 (6) - Піа Крамлінг ( Швеція, 2523) — 594 (10) - Антоанета Стефанова ( Болгарія, 2515) — 644 (11) - Харіка Дронаваллі ( Індія, 2511) — 681 (12) - Чжао Сюе ( КНР, 2506) — 739 (13) - Тань Чжун'ї ( КНР, 2504) — 752 (14) - Бела Хотенашвілі ( Грузія, 2502) — 765 (16) - Олександра Горячкіна ( Росія, 2502) — 764 (15) - Валентина Гуніна ( Росія, 2496) — 800 (17) - Наталя Жукова ( Україна, 2484) — 907 (21) |

жирним  — місце в рейтингу станом на січень 2016 року.

## Рух за турами (українські шахістки)
| 1 тур 26.01.2016 | 1 тур 26.01.2016 | 1 тур 26.01.2016 | 1 тур 26.01.2016 | 1 тур 26.01.2016 |
| ---------------- | ---------------- | ---------------- | ---------------- | ---------------- |
| Нєбольсіна       | 0                | 0:1              | 0                | М.Музичук        |
| А.Музичук        | 0                | 1:0              | 0                | Пінхо            |
| Жукова           | 0                | 1:0              | 0                | Амос             |
| Гапоненко        | 0                | 1:0              | 0                | Вілсон           |
| 4 тур 29.01.2016 |                  |                  |                  |                  |
| М.Музичук        | 2½               | ½:½              | 2½               | Хауелл           |
| Раггер           | 3                | 1:0              | 3                | А.Музичук        |
| Лазарне          | 1½               | 0:1              | 1½               | Жукова           |
| Аль-Саєд         | 2                | ½:½              | 2                | Гапоненко        |
| 7 тур 1.02.2016  |                  |                  |                  |                  |
| Старк            | 4                | 0:1              | 4                | М.Музичук        |
| без суперника    |                  | :½               | 3½               | А.Музичук        |
| Жукова           | 3½               | 1:0              | 3½               | Петц             |
| Гапоненко        | 3½               | ½:½              | 3½               | Крамлінг         |
| 10 тур 4.02.2016 |                  |                  |                  |                  |
| М.Музичук        | 6                | 0:1              | 6                | Брузон           |
| А.Музичук        | 6                | 1:0              | 6                | Салем            |
| Веа              | 5                | 0:1              | 4½               | Жукова           |
| Хароус           | 4½               | ½:½              | 4½               | Гапоненко        |

| 2 тур 27.01.2016 | 2 тур 27.01.2016 | 2 тур 27.01.2016 | 2 тур 27.01.2016 | 2 тур 27.01.2016 |
| ---------------- | ---------------- | ---------------- | ---------------- | ---------------- |
| М.Музичук        | 1                | ½:½              | 1                | Коденотті        |
| Хауге            | 1                | 0:1              | 1                | А.Музичук        |
| Харікрішна       | 1                | ½:½              | 1                | Жукова           |
| Демут            | 1                | ½:½              | 1                | Гапоненко        |
| 5 тур 30.01.2016 |                  |                  |                  |                  |
| Накамура         | 3                | 1:0              | 3                | М.Музичук        |
| А.Музичук        | 3                | 0:1              | 3                | Яньї             |
| Жукова           | 2½               | 1:0              | 2½               | Веммерс          |
| Гапоненко        | 2½               | ½:½              | 2½               | Костенюк         |
| 8 тур 2.02.2016  |                  |                  |                  |                  |
| М.Музичук        | 5                | ½:½              | 5                | Раппорт          |
| А.Музичук        | 4                | 1:0              | 4                | Фогт             |
| Дуда             | 4½               | 1:0              | 4½               | Жукова           |
| Бай              | 4                | ½:½              | 4                | Гапоненко        |
| Тай-брейк        |                  |                  |                  |                  |
| Накамура         |                  | 3:2              |                  | Ваш'є-Лаграв     |
| рапід            | ½ ½              | :                | ½ ½              |                  |
| бліц             | ½ ½              | :                | ½ ½              |                  |
| армагедон        | 1                | :                | 0                |                  |

| 3 тур 28.01.2016 | 3 тур 28.01.2016 | 3 тур 28.01.2016 | 3 тур 28.01.2016 | 3 тур 28.01.2016 |
| ---------------- | ---------------- | ---------------- | ---------------- | ---------------- |
| Докс             | 1½               | 0:1              | 1½               | М.Музичук        |
| А.Музичук        | 2                | 1:0              | 2                | Фрессіне         |
| Жукова           | 1½               | 0:1              | 1½               | Яньї             |
| Гапоненко        | 1½               | ½:½              | 1                | Сутовський       |
| 6 тур 31.01.2016 |                  |                  |                  |                  |
| М.Музичук        | 3                | 1:0              | 3                | Сантьяго         |
| Докс             | 3                | ½:½              | 3                | А.Музичук        |
| Бахманн          | 3½               | 1:0              | 3½               | Жукова           |
| Пічот            | 3                | ½:½              | 3                | Гапоненко        |
| 9 тур 3.02.2016  |                  |                  |                  |                  |
| Камський         | 5½               | ½:½              | 5½               | М.Музичук        |
| Падміні          | 5                | 0:1              | 5                | А.Музичук        |
| Жукова           | 4½               | 0:1              | 4½               | Херман           |
| Гапоненко        | 4½               | 0:1              | 4½               | Фодор            |
| Тай-брейк        |                  |                  |                  |                  |
|                  |                  | :                |                  |                  |
|                  |                  | :                |                  |                  |
|                  |                  | :                |                  |                  |
|                  |                  | :                |                  |                  |

## Турнірна таблиця

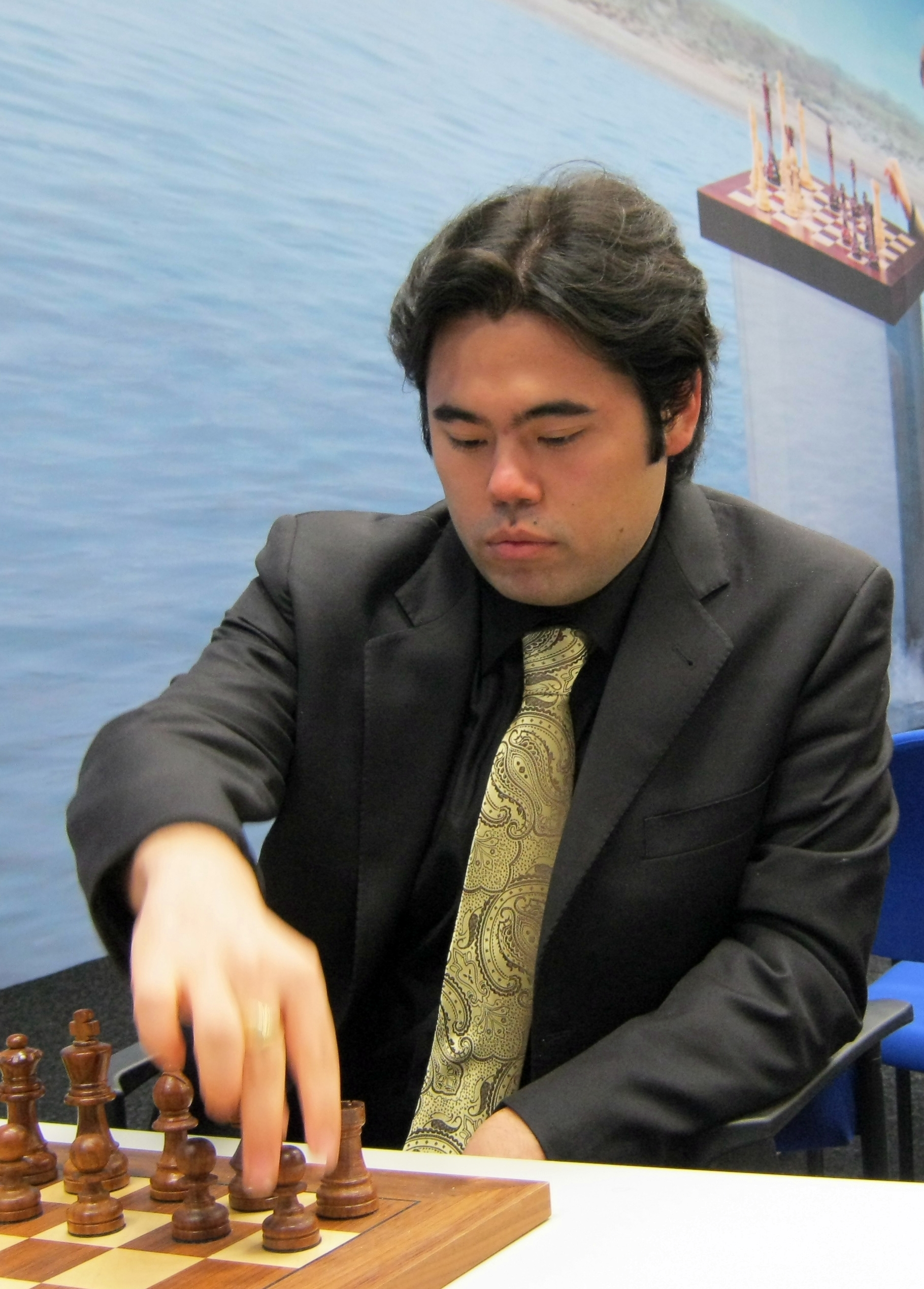
Хікару Накамура — триразовий тріумфатор Гібралтару

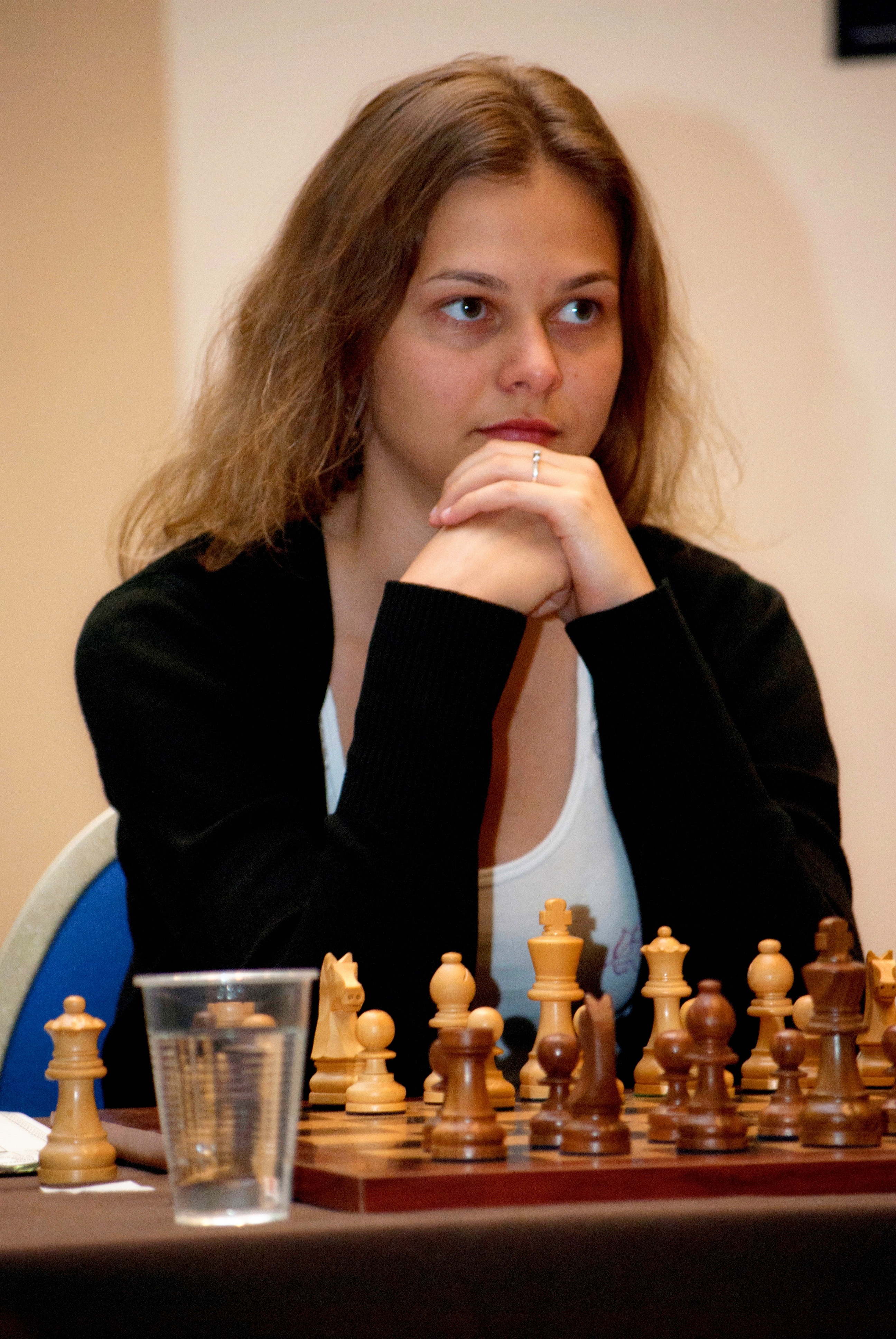
Анна Музичук — найкраща серед жінок

Підсумкова турнірна таблиця 
| Місце       | Шахіст                | Країна    | Рейтинг |  | + | = | − | Очки | TB1  | Перфоманс | +/-    |
| ----------- | --------------------- | --------- | ------- |  | - | - | - | ---- | ---- | --------- | ------ |
| 1           | Хікару Накамура       | США       | 2787    |  | 6 | 4 | 0 | 8    | 2811 | 2807      | + 3,4  |
| 2           | Максим Ваш'є-Лаграв   | Франція   | 2785    |  | 6 | 4 | 0 | 8    | 2838 | 2835      | +6,8   |
| 3           | Етьєн Бакро           | Франція   | 2697    |  | 5 | 5 | 0 | 7½   | 2786 | 2786      | + 10,3 |
| 4           | Панаяппан Сетхураман  | Індія     | 2639    |  | 6 | 3 | 1 | 7½   | 2781 | 2781      | + 19.4 |
| 5           | Пентала Харікрішна    | Індія     | 2755    |  | 5 | 5 | 0 | 7½   | 2773 | 2772      | +3,5   |
| 6           | Гавейн Джонс          | Англія    | 2625    |  | 6 | 3 | 1 | 7½   | 2730 | 2730      | + 14.2 |
| 7           | Лі Чао                | КНР       | 2751    |  | 6 | 3 | 1 | 7½   | 2721 | 2721      | - 1,3  |
| 8           | Еміль Сутовський      | Ізраїль   | 2647    |  | 5 | 5 | 0 | 7½   | 2628 | 2628      | - 0,9  |
| 9           | Маркус Раггер         | Австрія   | 2689    |  | 4 | 6 | 0 | 7    | 2737 | 2736      | + 7,6  |
| 10-11       | Абхіджит Гупта        | Індія     | 2613    |  | 5 | 4 | 1 | 7    | 2716 | 2716      | + 15,0 |
| 10-11       | Себастьян Мазе        | Франція   | 2591    |  | 5 | 4 | 1 | 7    | 2716 | 2713      | +16,9  |
| 12          | Дмитро Яковенко       | Росія     | 2732    |  | 5 | 4 | 1 | 7    | 2711 | 2711      | - 1,1  |
| 13          | Давид Антон Гіхарро   | Іспанія   | 2639    |  | 5 | 4 | 1 | 7    | 2706 | 2706      | + 10,7 |
| 14          | Лазаро Брузон         | Куба      | 2666    |  | 5 | 4 | 1 | 7    | 2703 | 2703      | + 5.9  |
| 15          | Нільс Гранделіус      | Швеція    | 2635    |  | 4 | 6 | 0 | 7    | 2692 | 2692      | + 9,5  |
| 16          | Ріхард Раппорт        | Угорщина  | 2721    |  | 5 | 4 | 1 | 7    | 2682 | 2682      | - 3,6  |
| 17 (1)      | Анна Музичук          | Україна   | 2537    |  | 6 | 2 | 2 | 7    | 2677 | 2677      | + 17,5 |
| 18          | Сантош Гуджраті Відіт | Індія     | 2642    |  | 5 | 4 | 1 | 7    | 2675 | 2675      | + 5,7  |
| 19          | Золтан Алмаші         | Угорщина  | 2684    |  | 6 | 2 | 2 | 7    | 2662 | 2662      | - 1,9  |
| 20          | Ромен Едуар           | Франція   | 2617    |  | 5 | 4 | 1 | 7    | 2650 | 2650      | + 5.5  |
| 21          | Федеріко Перес Понса  | Аргентина | 2577    |  | 5 | 4 | 1 | 7    | 2628 | 2628      | + 8,0  |
| 22          | Лоран Фрессіне        | Франція   | 2700    |  | 5 | 4 | 1 | 7    | 2624 | 2624      | - 7,7  |
| 23          | Гата Камський         | США       | 2665    |  | 4 | 6 | 0 | 7    | 2612 | 2612      | - 5,3  |
| …           |                       |           |         |  |   |   |   |      |      |           |        |
| 31 (2)      | Антоанета Стефанова   | Болгарія  | 2515    |  | 5 | 3 | 2 | 6½   | 2637 | 2637      | + 17,0 |
| 34 (3)      | Тань Чжун'ї           | КНР       | 2504    |  | 5 | 3 | 2 | 6½   | 2600 | 2600      | + 13,8 |
| 46 (4)      | Сарасадат Хадем       | Іран      | 2392    |  | 5 | 3 | 2 | 6½   | 2528 | 2511      | + 17,6 |
| 39 (5)      | Харіка Дронаваллі     | Індія     | 2511    |  | 4 | 4 | 2 | 6    | 2617 | 2617      | + 15,1 |
| 52 (6)      | Марія Музичук         | Україна   | 2554    |  | 4 | 4 | 2 | 6    | 2614 | 2614      | + 8,7  |
| 53 (7)      | Наталя Погоніна       | Росія     | 2454    |  | 3 | 6 | 1 | 6    | 2583 | 2583      | + 17,9 |
| 58-59 (8-9) | Олександра Костенюк   | Росія     | 2550    |  | 4 | 4 | 2 | 6    | 2535 | 2535      | - 0,9  |
| 58-59 (8-9) | Олександра Горячкіна  | Росія     | 2502    |  | 4 | 4 | 2 | 6    | 2535 | 2535      | + 6,9  |
| 63 (10)     | Юлія Швайгер          | Ізраїль   | 2381    |  | 5 | 2 | 3 | 6    | 2478 | 2456      | + 26,2 |
| 70 (11)     | Чжао Сюе              | КНР       | 2506    |  | 6 | 0 | 4 | 6    | 2353 | 2353      | - 16,7 |
| 71 (12)     | Валентина Гуніна      | Росія     | 2496    |  | 4 | 3 | 3 | 5½   | 2545 | 2545      | + 7,3  |
| …           |                       |           |         |  |   |   |   |      |      |           |        |
| 76 (15)     | Наталя Жукова         | Україна   | 2484    |  | 5 | 1 | 4 | 5½   | 2497 | 2497      | + 2,2  |
| 118 (24)    | Інна Гапоненко        | Україна   | 2393    |  | 1 | 8 | 1 | 5    | 2462 | 2450      | + 10,2 |

Примітка: зеленим кольором залік серед жінок
становище шахістів після 9 туру
- 1-8 місця — 7 очок — Максим Ваш'є-Лаграв, Етьєн Бакро, С.Сетураман, Хікару Накамура, Себастьян Мазе, Пентала Харікрішна, Давід Антон Гіхарро, Лі Чао;
- 9-17 місця — по 6½ очок (в тому числі Маркус Раггер, Дмитро Яковенко, Юй Яньї);
- 18-47 місця — по 6 очок (в тому числі Марія Музичук, Анна Музичук, Тань Джуньї, Гата Камський, Річард Раппорт, Лоран Фрессіне, Юлія Швайгер);
- 48-73 місця — по 5½ очок (в тому числі Наталя Погоніна, Валентина Гуніна, Антоанета Стефанова, Олександра Костенюк, Олександра Горячкіна, Ірина Круш, Вішванатан Ананд);
- 74-107 місця — по 5 очок (в тому числі Харіка Дронаваллі);
- 108—152 місця — по 4½ очки (в тому числі Наталя Жукова, Інна Гапоненко);

становище шахістів після 8 туру
- 1-4 місця — 6½ очок — Максим Ваш'є-Лаграв, Етьєн Бакро, Пентала Харікрішна, Давід Антон Гіхарро;
- 5-16 місця — по 6 очок (в тому числі Маркус Раггер, Хікару Накамура, Абхіджит Гупта, Юй Яньї, Радослав Войташек, Лі Чао);
- 17-41 місця — по 5½ очок (в тому числі Дмитро Яковенко, Річард Раппорт, Марія Музичук, Гата Камський, Ірина Круш, Олександра Костенюк);
- 42-71 місця — по 5 очок (в тому числі Анна Музичук, Наталя Погоніна, Лоран Фрессіне, Олександра Горячкіна, Рут Падміні);
- 72-109 місця — по 4½ очки (в тому числі Харіка Дронаваллі, Валентина Гуніна, Антоанета Стефанова, Наталя Жукова, Вішванатан Ананд, Інна Гапоненко);

становище шахістів після 7 туру
- 1 місце — 6 очок Давід Антон Гіхарро;
- 2-16 місця — по 5½ очок (в тому числі Максим Ваш'є-Лаграв, Етьєн Бакро, Маркус Раггер, Пентала Харікрішна, Абхіджит Гупта, Юй Яньї, Радослав Войташек);
- 17-30 місця — по 5 очок (в тому числі Хікару Накамура, Річард Раппорт, Марія Музичук, Гата Камський, Ірина Круш);
- 31-70 місця — по 4½ очки (в тому числі Дмитро Яковенко, Харіка Дронаваллі, Лоран Фрессіне, Валентина Гуніна, Антоанета Стефанова, Наталя Погоніна, Наталя Жукова);
- 70-109 місця — по 4 очки (в тому числі Анна Музичук, Вішванатан Ананд, Олександра Горячкіна, Інна Гапоненко);
- 110—148 місця  — по 3½ очки;

становище шахістів після 6 туру
- 1-10 місця — по 5 очок (в тому числі Максим Ваш'є-Лаграв, Річард Раппорт, Етьєн Бакро, Маркус Раггер, Пентала Харікрішна, Абхіджит Гупта, Юй Яньї);
- 11-27 місця — по 4½ очки (в тому числі Дмитро Яковенко, Радослав Войташек, Хікару Накамура);
- 28-63 місця — по 4 очки (в тому числі Харіка Дронаваллі, Лоран Фрессіне, Марія Музичук, Вішванатан Ананд, Олександра Горячкіна, Валентина Гуніна);
- 64-112 місця — по 3½ очки (в тому числі Анна Музичук, Наталя Жукова, Інна Гапоненко, Антоанета Стефанова, Наталя Погоніна);
- 113—151 місця — по 3 очки;

становище шахістів після 5 туру
- 1-4 місця — по 4½ очки (Маркус Раггер, Етьєн Бакро, Пентала Харікрішна, Абхіджит Гупта);
- 5-26 місця — по 4 очки (в тому числі Максим Ваш'є-Лаграв, Дмитро Яковенко, Харіка Дронаваллі, Радослав Войташек, Річард Раппорт, Хікару Накамура, Юй Яньї);
- 27-59 місця — по 3½ очки (в тому числі Наталя Жукова, Лоран Фрессіне, Олександра Горячкіна);
- 60-109 місця — по 3 очки (в тому числі Анна Музичук, Марія Музичук, Вішванатан Ананд, Інна Гапоненко);
- 110—151 місця — по 2½ очки;

становище шахістів після 4 туру
- 1-2 місця — по 4 очки (Маркус Раггер, Етьєн Бакро);
- 3-16 місця — по 3½ очки (в тому числі Максим Ваш'є-Лаграв, Дмитро Яковенко, Харіка Дронаваллі, Радослав Войташек, Річард Раппорт);
- 17-57 місця — по 3 очки (в тому числі Анна Музичук, Марія Музичук, Хікару Накамура, Вішванатан Ананд, Гата Камський, Юй Яньї, Лоран Фрессіне);
- 58-95 місця — по 2½ очки (в тому числі Інна Гапоненко, Наталя Жукова);
- 96-166 місця — по 2 очки (в тому числі Найджел Шорт);

становище шахістів після 3 туру
- 1-11 місця — по 3 очки (в тому числі Максим Ваш'є-Лаграв, Анна Музичук, Дмитро Яковенко, Етьєн Бакро, Харіка Дронаваллі, Олександра Горячкіна);
- 12-44 місця — по 2½ очки (в тому числі Марія Музичук, Хікару Накамура, Вішванатан Ананд, Гата Камський, Юй Яньї);
- 45-103 місця — по 2 очки (в тому числі Лоран Фрессіне, Найджел Шорт, Інна Гапоненко);
- 104—153 місця — по 1½ очка (в тому числі Наталя Жукова);

турнірне становище після 2 туру
турнірне становище після 1 туру